# Peng Song
Peng Song (1974) es un deportista chino que compitió en halterofilia. Ganó una medalla de bronce en el Campeonato Mundial de Halterofilia de 1995, en la categoría de 64 kg.

## Palmarés internacional
| Campeonato Mundial | Campeonato Mundial | Campeonato Mundial | Campeonato Mundial |
| Año                | Lugar              | Medalla            | Categoría          |
| ------------------ | ------------------ | ------------------ | ------------------ |
| 1995               | Cantón (China)     | Medalla de bronce  | 64 kg              |